# Eric Dahlberg (1885–1965)
Lars Eric Martin Clemensson Dahlberg, född den 20 juni 1885 i Färingtofta församling, Kristianstads län, död den 4 januari 1965 i Löddeköpinge församling, Malmöhus län, var en svensk militär. 
Dahlberg avlade studentexamen i Lund 1904. Han blev underlöjtnant vid Norra skånska infanteriregementet 1907, löjtnant där 1911 och kapten där 1922. Dahlberg genomgick Krigshögskolan 1913–1915 och var kadettofficer där 1916–1920. Han befordrades till major i armén 1934 och till överstelöjtnant 1942. Dahlberg var befälhavare för Karlshamns rullföringsområde 1935–1942 och befälhavare i Kristianstads försvarsområde 1942–1945. Han publicerade Skåne och regementet: en bok om Skånes land och folk och om Kungl. Norra skånska infanteriregementet för dess soldater (1936). Dahlberg blev riddare av Svärdsorden 1928 och av Nordstjärneorden 1937.